# Erzinjane
Erzincã ou Erzinjane (em turco: Erzincan; em curdo: Ezirgan; em arménio: Երզնկա; romaniz.: Erznka) é uma cidade e distrito (ilçe) da província homónima que faz parte da região da Anatólia Oriental da Turquia. O distrito tem 1 521 km² de área e em dezembro de 2021 tinha 163 470 habitantes (densidade: 107,5 hab./km²), dos quais 149 272 na cidade.
Os romanos chamavam à cidade Acilisena (em grego: Ακιλισηνή; o nome da antiga subdivisão administrativa arménia com capital na cidade) e nas fontes bizantinas é usado o nome Celtzena (em grego: Κελτζηνή). A cidade é frequentemente associada ao antigo povoado arménio de Eriza, Erez ou Erza (ver a secção "História"). Outros nomes ou grafias em turco caídas em desuso são Erzinjan e Erzindjan, as quais são foneticamente mais próximas da pronúncia. A transliteração do nome em árabe é Arzandjan.
A região é conhecida principalmente pelo artesanato local de cobre, joalheria em prata e por um tipo de queijo de cabra chamado Tulum peyniri em turco. A cidade é um nó de transportes rodoviários e ferroviários importante. As suas principais indústrias incluem a refinação de açúcar e têxteis. O Terceiro Exército da Turquia, o maior do país tem o seu quartel-general em Erzinjane.

## Geografia e clima
Erzinjane situa-se na parte oriental da Turquia, no vale homónimo por onde corre o rio Carasu (Eufrates Ocidental ou Alto Eufrates) uma das duas fontes do Eufrates. A região é uma planície fértil rodeada de montanhas (o Quesis, com 3 537 m a nordeste, o Sipicor com 3 010 m a norte, o Mercã com 3 449 m a sul e em geral as montanhas do maciço de Monzur).
A cidade encontra-se na falha setentrional da Anatólia, uma zona sísmica muito ativa, onde ocorreram numerosos abalos sísmicos ao longo da história. Os mais grave ocorreram em dezembro de 1939 e em março de 1992.
O clima é do tipo continental (Dsa na classificação de Köppen-Geiger), com invernos gelados e com neve e verões quentes e secos. Entre novembro e março, a médias das temperaturas mínimas é negativa (−6,5 °C em janeiro e mesmo em abril não chega pouco passa dos 5 °C. Entre dezembro e fevereiro, as temperaturas máximas não chegam aos 5 °C (−1,9 °C em janeiro). Em junho e setembro, a média das temperaturas máximas ultrapassa os 26 °C e em julho e agosto os 31,5 °C; nestes meses a média das mínimas é superior a 15,5 °C. A precipitação anual é 382,6 mm e ocorre sobretudo no outono e primavera, sendo praticamente nula em julho e agosto.

## História

### Antiguidade e Idade Média
O vale de Erzinjane foi a localização do mais importante santuário pré-cristão da Arménia, dedicado à deusa arménia Anaíte. O templo, cujo local ainda não foi identificado, situava-se numa localidade chamada Erez ou Eriza. O historiador arménio do século IV Agatângelo relata que durante o primeiro ano do seu reinado, o rei Tirídates III foi a Erez, onde visitou o templo de Anaíte para oferecer sacrifícios. O rei ordenou a Gregório, o Iluminador, que secretamente era cristão, que fizesse uma oferta no altar da deusa. Quando Gregório se recusou, foi preso e torturado, o que marcou o início dos eventos que acabariam com a conversão ao cristianismo de Tirídates 14 anos depois, tornando-se o primeiro rei cristão da história. Depois dessa conversão, durante a cristianização da Arménia, o templo de Erez foi destruído e as suas propriedades e terras foram dadas a Gregório, vindo depois a tornar-se conhecido pelos seus grandes mosteiros.
Em 1071, após a batalha de Manzicerta, Erzinjane foi integrada no beilhique (principado turco) de Mengujeque, dependente de Solimão I, o primeiro sultão seljúcida de Rum. Em 1243 a cidade foi destruída durante os combates entre os Seljúcidas comandados por Caicosroes II e os mongóis. No entanto, em 1254, a população já tinha recuperado ao ponto de Guilherme de Rubruck relatar que um sismo provocou mais de mil mortos. Durante esse tempo, a cidade alcançou um estado de sem-independência sob o governo de príncipes arménios.

### Batalha de Erzinjane
A batalha de Erzinjane (em turco: Erzincan Muharebesi; em russo: Эрзинджанское сражение) foi travada entre 25 e 26 de julho de 1916  durante a Campanha do Cáucaso da Primeira Guerra Mundial. Em 1916, Erzinjane era o quartel-general do Terceiro Exército Otomano, comandado por Abdülkerim Paxá. O general russo Nicolai Iudenich comandou o Exército Russo do Cáucaso que capturou Mama Catum (atualmente Terjane) em 12 de julho de 1916. Subiu depois a Naglica e tomou uma posição turca nas margens do rio Durum Durasi, com a cavalaria a penetrando na linha Boz-Tapa-Meretkli.
Os russos avançaram depois para Erzinjane, onde chegaram a 25 de julho, tomando a cidade em dois dias. A cidade sofreu pouco com a batalha e Iudenich recolheu grandes quantidades de abastecimento. Apesar das vantagens estratégicas obtidas com a sua vitória, o general russo não fez mais avanços significativos e viu as suas tropas reduzidas devido a revezes do exército russo mais a norte.
A cidade seria retomada pelos otomanos em fevereiro de 1918, pelo Primeiro Corpo do Exército do Cáucaso, cujo comando tinha sido recentemente entregue ao coronel Kâzım Karabekir, que tiou partido do enfraquecimento do exército russo.

### Sismo de 1939
Erzinjane foi completamente destruída por uma série de sete sismos de grande intensidade em 27 de dezembro de 1939, tendo o maior deles alcançado 8,2 na escala de Richter, o mais intenso a atingir a Turquia nas últimas décadas, a par dos sismos de 2023. O primeiro abalo provocou a morte a cerca de 8 000 pessoas. No dia seguinte foi reportado que o número de vítimas mortais tinha aumentado para 20 000. No fim do ano, tinham morrido 32 962 pessoas devido a mais sismos e diversas inundações. A extensão dos estragos foi tal que o local original da cidade foi completamente abandonado e foi construída uma nova cidade um pouco mais a norte.